# (74307) 1998 TO30
(74307) 1998 TO30 – planetoida z pasa głównego asteroid okrążająca Słońce w ciągu 4,27 lat w średniej odległości 2,63 j.a. Odkryta 10 października 1998 roku.